# Claudio Villa (desenhista)
Claudio Villa (Lomazzo, 31 de outubro de 1959) é um desenhista italiano de histórias em quadrinhos.
Sua estréia profissional se dá na década de 1980, com a minissérie em seis episódios Enguerrand e Nadine. Em 1982 passa a trabalhar para a Sergio Bonelli Editore, passando a fazer parte da equipe do personagem Martin Mystère.